# 陳幼堅
陳幼堅，MH（1950年1月27日—），香港平面及室內設計師、品牌顧問及藝術家。他於1970年代開始從事廣告與品牌設計行業，1980年與妻開設達爾訊廣告設計公司，1986年創立陳幼堅設計公司，2002年獲香港特別行政區政府頒授榮譽勳章，2017年則獲香港設計中心頒發「世界傑出華人設計師」獎項。

## 生平

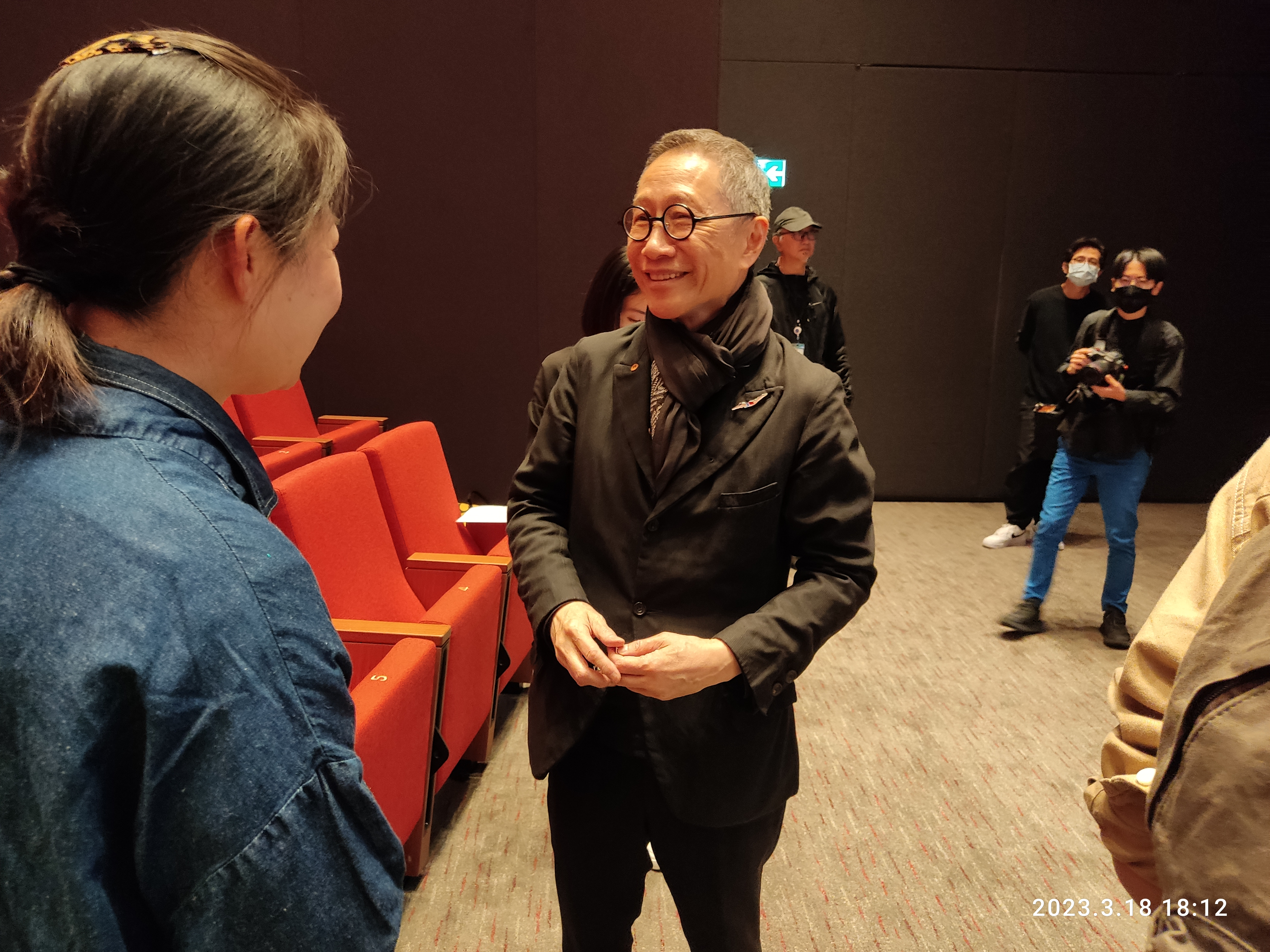
《專家講中國藝術：東情西韻 ── 陳幼堅東方美學之旅》（2023年3月18日、香港賽馬會演講廳）

陳幼堅生於貧窮家庭，父親經營水果店，自小受他使用廢棄木箱製成櫈子所啟蒙，而對設計產生興趣。他曾就讀官立嘉道理爵士中學和佛教黃鳳翎中學，1969年中五理科畢業後修讀大一藝術設計學院的開辦的十個月夜校設計課程，並從學徒開始，於十年間任職於四間跨國廣告公司的創意和美術部門。及後先在1980年與妻開設達爾訊廣告設計公司，再於1986年創立陳幼堅設計公司，從事平面及廣告創作；到1990年代開始推出自家設計產品如懷舊T恤、紙及金屬製品，遠銷至日本、德國、法國等地。同時發展品牌定位設計，以「東情西韻」的風格糅合西方文化及東方美學（尤擅使用中國傳統圖形），創造多個在消費市場極為成功的品牌案例（包括大快活、維他奶、雀巢、Bossini、SUNDAY Communications、1010、C!ty'super、四季酒店、文華東方酒店、香港國際機場、可口可樂中國品牌標誌和上海圖書館等），是少數獲得國際地位的華人設計師之一。早於1980年代已於日本及中國內地參與設計工作，是最早期打入日本及中國市場的香港設計師。自此，他不間斷活躍於日本市場及設計界，特別是1990年代，引入現代中式茶館及茶品的視覺形象於多個項目當中，亦作為融合中國文化與現代設計的推廣者，為日本市場熟悉。他是第一位華人設計師，獲邀於 Recruit Gallery（1991）及 Ginza Graphic Gallery（2002）舉辦個展。
自2000年代起，陳幼堅亦嘗試擴大創作領域，發表包括海報、攝影到裝置等不同媒介的個人創作，曾於香港及海外展出。包括香港文化博物館（2003）、上海美術館（2007）、北京798藝術區新時代畫廊（2010）、上海西岸藝術及設計博覽會（2014）、上海藝術攝影展（2015） 、香港巴塞爾藝術展（2015、2016）等發表作品，近年的裝置藝術個展包括新加坡Mizuma畫廊（2014）、東京POLA Museum Annex（2017）及香港白石畫廊（2019）。其作品曾兩次入選上海雙年展（2002、2006）和香港當代藝術雙年獎（2010、2012），更獲蘇黎世設計博物館、中國美術館、上海美術館、香港藝術館、M+視覺文化博物館、香港文化博物館等，以及世界各地私人藏家收藏。另外他亦為古玩、工藝品及藝術品愛好者兼收藏家，並假鰂魚涌開設「27畫廊」，旨在推廣由平面設計啟發的創意與美學，同時促進藝術融入大眾的日常生活。
陳幼堅曾獲得本地及國際設計獎項多達600個，包括美國 Communication Arts 優異獎、New York Art Directors Club Award、英國 D&AD、日本 Tokyo Type Directors Club Award、香港設計師協會環球設計大奬等等。1996年，其公司獲美國紐約雜誌《Graphis》選為該年度世界十大設計公司之一；2002年他更獲香港特別行政區政府頒授榮譽勳章，以表揚其對香港設計界的貢獻，2014年加入 AGI（國際平面設計聯盟），2017年再獲香港設計中心頒發「世界傑出華人設計師」獎項。

## 展覽

### 個展
- 1991：〈East Meets West〉（日本東京 Creation Gallery G8）
- 2002：〈東情西韻〉（日本東京 Ginza Graphic Gallery）
- 2003：〈生活的藝術〉（中國香港文化博物館）
- 2007：〈因為生活…陳幼堅x Alan Chan Design Co作品展〉（中國上海美術館）
- 2010：〈iEye愛– 陳幼堅iPhone攝影展〉（中國香港及上海27畫廊）
- 2012：〈iEye愛– 陳幼堅iPhone攝影展〉（義大利米蘭 Anteprima藝廊）
- 2012：〈iEye愛– 陳幼堅iPhone攝影展〉（北京798藝術區新時代畫廊）
- 2014：〈開始…開始了 - 陳幼堅視覺藝術回顧展〉（新加坡藝術區 Gillman Barracks, Mizuma Gallery）
- 2016：〈人生角度一線之間 - 陳幼堅攝影裝置藝術展〉（中國北京 U Space）
- 2017：〈Hello Ginza! 陳幼堅影像裝置藝展〉（日本東京 Pola Museum Annex）
- 2019：〈Who is Alan Chan 陳幼堅是誰？始於1960 年代的藝術旅程〉（香港白石畫廊）

### 群展（部份）
- 2000：〈當代香港藝術2000〉（中國香港藝術館）
- 2002：〈2002巴塞爾國際藝術博覽會〉（瑞士巴塞爾展覽場）
- 2002：〈夢02展覽〉（英國倫敦 the.gallery@oxo and Bargehouse 紅樓軒）
- 2002：〈第4屆上海雙年展〉（中國上海美術館）
- 2004：〈第3屆寧波國際海報雙年展〉（中國寧波美術館）
- 2006：〈第6屆上海雙年展〉（中國上海美術館）
- 2008：〈香港國際藝術展〉（中國香港會議展覽中心）
- 2009：〈重生八佰秀〉（中國上海八佰秀創意園區）
- 2010：〈香港當代藝術雙年獎展覽2009〉（中國香港藝術館）
- 2010：〈Moleskine Detour〉（中國上海）
- 2010：〈Butchers Deluxe〉（中國香港 Contemporary by Angela Li）
- 2011：〈What’s next 30x30創意展〉（中國深圳華·美術館；中國香港 Artistree）
- 2011：〈See the Light〉（中國香港路易威登藝文空間）
- 2012：〈你眼:望我眼  攝影師眼中的攝影師〉（香港藝術中心包氏畫展）
- 2012：〈圖與詞：馬格利特以來〉（中國北京中國美術館）
- 2013：〈香港當代藝術雙年獎展覽〉（中國香港藝術館）
- 2014：〈上海西岸藝術及設計博覽會〉（中國上海西岸艺术中心）
- 2015：〈影像上海艺术博覽會〉（中國上海展覽中心）
- 2015：〈巴塞爾國際藝術博覽會〉（中國香港會議展覽中心 Mizuma Gallery 展位）
- 2016：〈巴塞爾國際藝術博覽會〉（中國香港會議展覽中心 Mizuma Gallery 展位）
- 2017：〈2017影像上海 “家．園” 城市影像藝術展〉（中國上海展覽中心）
- 2017：〈「墨照」筆墨光影展〉（中國香港27空間）

### 其他
- Christies – Expanding Horizons 2021 （页面存档备份，存于）
- Phillips Fall Auction 2020 - Pantone Room by Alan Chan
- Hk Tatler 2020 - Inside Designer And Artist Alan Chan's Eclectic Private Museum （页面存档备份，存于）

## 外部連結
- 陳幼堅設計公司官網 （页面存档备份，存于）
- 陳幼堅的Facebook專頁
- 陳幼堅的Instagram帳戶
- 陳幼堅的新浪微博
- Youtube@alanchan4785 （页面存档备份，存于）